# ویتفیلد دیفی
ویتفیلد دیفی (انگلیسی: Whitfield Diffie؛ زادهٔ ۵ ژوئن ۱۹۴۴) یک دانشمندِ رمزنگاری و اهل ایالات متحده آمریکا است. دیفی از پیشگامانِ ایدهٔ رمزنگاری کلید عمومی به همراه مارتین هلمن و رالف مرکل است. مقاله دیفی و هلمن در سال ۱۹۷۶ جهت‌های جدید در رمزنگاری باز کرد. تکنیک آنها به عنوان پروتکل تبادل کلید دیفی-هلمن شناخته شد. این مقاله توسعه عمومی و فوری کلاس جدیدی از الگوریتم‌های رمزگذاری، الگوریتم‌های کلید نامتقارن را برانگیخت.
دیفی پس از یک کار طولانی در سان مایکروسیستمز، جایی که به عنوان همکار علمی سان تبدیل شد، به مدت دو سال و نیم به عنوان معاون رئیس امنیت اطلاعات و رمزنگاری در شرکت اینترنتی برای نام‌ها و اعداد واگذار شده (۲۰۱۰–۲۰۱۲) خدمت کرد. او همچنین به عنوان محقق مدعو (۲۰۰۹–۲۰۱۰) و وابسته (۲۰۱۰–۲۰۱۲) در مرکز امنیت و همکاری بین‌المللی مؤسسه فریمن اسپالی در دانشگاه استنفورد، جایی که در حال حاضر یک محقق مشاور است، خدمت کرده‌است.
وی همچنین برنده جوایزی همچون مدال ریچارد همینگ مؤسسه مهندسان برق و الکترونیک و جایزه تورینگ شده‌است.

## تحصیلات و اوایل زندگی
دیفی در واشینگتن. دی. سی به دنیا آمد، او پسر جاستین لوئیز (ویتفیلد)، نویسنده و محقق، و بیلی والیس دیفی، که تاریخ و فرهنگ ایبری را در کالج شهر نیویورک تدریس می‌کرد، است.

## جوایز و افتخارات
دیفی به همراه مارتین هلمن برنده جایزه تورینگ ۲۰۱۵ شد که معتبرترین جایزه در زمینه علوم رایانه محسوب می‌شود. تقدیر رسمی جایزه این بود: "برای کمک‌های اساسی به رمزنگاری مدرن. مقاله پیشگامانه دیفی و هلمن در سال ۱۹۷۶، "جهت‌های جدید در رمزنگاری"، ایده‌های رمزنگاری کلید عمومی و امضای دیجیتال را معرفی کرد، که پایه و اساس اغلب موارد استفاده منظم در پروتکل‌های امنیتی امروز در اینترنت است."